# Ђјоја (Козенца)
Ђјоја је насеље у Италији у округу Козенца, региону Калабрија.
Према процени из 2011. у насељу је живело 254 становника. Насеље се налази на надморској висини од 753 м.